# 쌍림초등학교
쌍림초등학교는 대한민국 경상북도 고령군에 있는 초등학교다.

## 학교 연혁
- 1924.02.05 쌍림공립보통학교 설립인가
- 1925.04.20 쌍림공립보통학교 개교
- 1981.03.10 병설유치원 설립 개원
- 1994.03.10 월막초등학교 본교에 통합
- 1996.03.01 쌍림초등학교로 개칭
- 2005.01.31 교육인적자원부 100대 교육과정 최우수교 선정
- 2007.10.26 도지정 방과후학교 시범학교 운영
- 2008.03.01 도지정「교원능력개발평가」선도학교 운영
- 2011.03.01 안림초등학교 본교에 통합
- 2011.03.01 도지정 「독서교육」연구학교 운영(2년간)
- 2013.03.01 백산초등학교 본교에 통합
- 2014.02.14 제86회 졸업(졸업생 총 4,675명)
- 2014.09.01 제31대 전병희 교장 부임